# 関屋五十二
関屋 五十二（せきや いそじ 1902年12月4日 - 1984年10月15日）は栃木県出身の童話作家、放送作家。

## 人物
栃木県足利郡御厨町（現在の足利市）出身。青山学院大学卒。1925年、東京中央放送局（現・NHK放送センター）に入局し、児童向けの夕方のワイド番組「子供（少国民）の時間」のニュース解説のコーナー「コドモの新聞」を担当し「関屋おじさん」として知られ、「村岡おばさん」こと村岡花子（作家）とともに、番組をリードしていった。
戦後もバラエティー番組「二十の扉」、「話の泉」などを手掛け、自らも出演した。その後は民間放送に活躍の場を移し、プロテスタントの布教活動の番組「ルーテルアワー」を企画し、派生番組であった「ルーテルアワー・夜の名曲」などを含め、脚本・演出を務めた。また童話集「笛吹橋」、「魔法の鏡」などもある。1983年にキリスト教功労者を受賞。
妻は挿絵画家である川島はるよ。
また、2014年3月から9月までNHKにて放送された連続テレビ小説「花子とアン」における、有馬次郎（演・堀部圭亮）のモデルでもあった。

## エピソード[3]
- 「ルーテルアワー・カプセルメイト」のパーソナリティを務めた青木淳（当時、日本ルーテルアワーの総支配人であった原田正治の別ネーム）によれば、「ルーテルアワー」の原稿を受け取りに関屋宅へ向かう際、約束の時間から数分遅れて来ただけでもエイブラハム・リンカーンの訓話を折り込みながら、憤怒の如く叱咤されたり、1秒の遅れもないよう愛用の腕時計の調節を徹底するほど時間に関して非常にうるさい人だったと言う。
- また番組収録中、非常にマナーの悪い出演者に対して怒鳴り散らした挙句、スタジオから追い出すことも度々あった。